# Bolitobius castaneus
Bolitobius castaneus é uma espécie de insetos coleópteros polífagos pertencente à família Staphylinidae.
A autoridade científica da espécie é Stephens, tendo sido descrita no ano de 1832.
Trata-se de uma espécie presente no território português.